# Mauvaise Graine
Mauvaise Graine (br: Semente do Mal) é um filme de drama produzido na França, dirigido por Billy Wilder e Alexander Esway e lançado em 1934.